# Paul Müller-Zürich
Paul Müller-Zürich (eigentlich Paul Müller; * 19. Juni 1898 in Zürich; † 21. Juli 1993 in Luzern) war ein schweizerischer Komponist.

## Biografisches

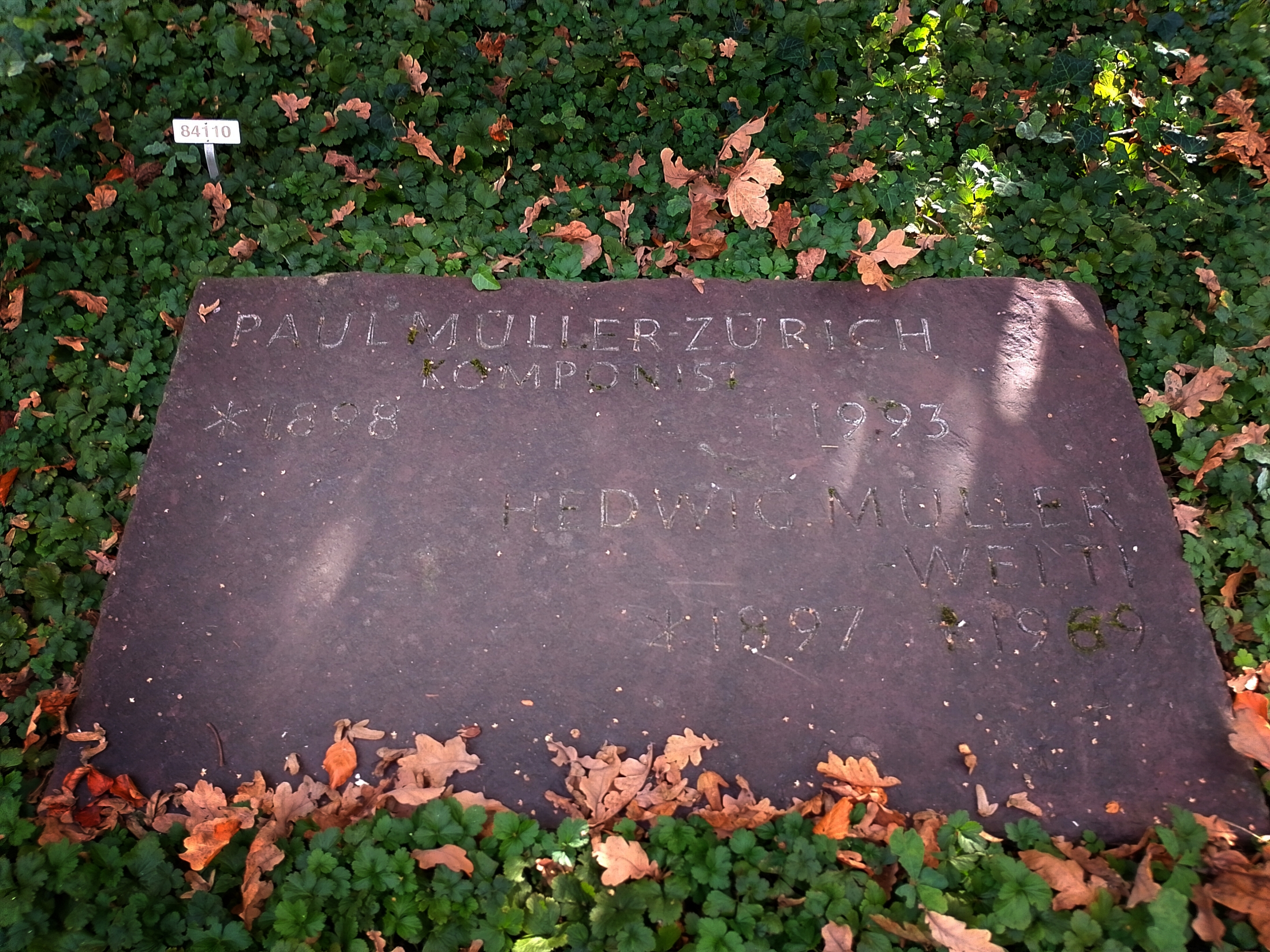
Grab, Friedhof Enzenbühl, Zürich

Paul Müller-Zürich studierte bei Philipp Jarnach und Volkmar Andreae am Konservatorium in Zürich, dann bei Jean Batalla in Paris. Von 1927 bis 1968 war er Lehrer für Musiktheorie am Konservatorium Zürich. 1960–1963 wirkte er als Präsident der ISCM Switzerland, der Schweizer Sektion der Internationalen Gesellschaft für Neue Musik IGNM/ISCM. Zu seinen Schülern gehörten u. a. der Komponist Hermann Haller und Franz Tischhauser. Als Lehrer, Dirigent, Komponist und Organisator gehörte er zu den bedeutendsten Persönlichkeiten des Schweizerischen Musiklebens des 20. Jahrhunderts.
14. Mai 1926 wurde sein Te Deum für Sopran, Bass, gemischten Chor und Orchester in Chemnitz im Rahmen des Tonkünstlerfests des Allgemeinen deutschen Musikvereins uraufgeführt.
1953 wurde er mit dem Musikpreis der Stadt Zürich ausgezeichnet. 1958 erhielt er den Kompositionspreis des Schweizerischen Tonkünstlervereins, dessen Präsident er 1960 wurde. Die Louisville Philharmonic Society in Louisville, Kentucky, USA, beauftragte ihn 1954 mit der Komposition eines Cellokonzerts, welches im Rahmen der Schallplatten-Subskriptionsreihe des Orchesters veröffentlicht wurde.
Paul Müller-Zürich fand zusammen mit der Sopranistin Hedwig Müller-Welti (1897–1969), seine letzte Ruhestätte auf dem Friedhof Enzenbühl in Zürich. Der Nachlass von Paul Müller-Zürich wird in der Musikabteilung der Zentralbibliothek Zürich aufbewahrt.

## Diskographie (Auswahl)
- Paul Müller-Zürich, Hugo Pfister, Hans Schaeuble: Konzertante Werke: Konzert für 2 Violinen, Streichorchester und Cembalo op. 61, von Paul Müller-Zürich, 1958/59; Ägäisches Tagebuch für Oboe, Streichorchester und Schlagzeug, von Hugo Pfister, 1963; Musik für 2 Solo-Violinen und Streichorchester op. 18, von Hans Schaeuble, 1935, rev. 1978; Sibylle und Mirjam Tschopp, Violinen, Barbara Zumthurn-Nünlist, Oboe, Camerata Zürich, Dir. Räto Tschupp, Einführungstext Chris Walton; Musik aus der Zentralbibliothek Zürich; Musikszene Schweiz, MGB CD 6160.